# Desa Tedunan (administrativ by i Indonesien, lat -7,00, long 110,01)
Desa Tedunan är en administrativ by i Indonesien.   Den ligger i provinsen Jawa Tengah, i den västra delen av landet, 400 km öster om huvudstaden Jakarta.